# 馬陵小彎貝介
馬陵小彎貝介（学名：Loxoconchalla malingtao）为彎貝介科小彎貝介屬下的一个种。